# 姞姓
姞姓是中文姓氏，上古八大姓之一、中国传说时代黄帝后裔的姓氏。商朝的密須、周朝的偪国、南燕国、郑穆公的母亲燕姞都是姞姓。

## 延伸阅读
[在维基数据编辑]
 《欽定古今圖書集成·明倫彙編·氏族典·姞姓部》，出自陈梦雷《古今圖書集成》